# M. W. Glidden
Pour les articles homonymes, voir Glidden.
M. W. Glidden, née dans le Massachusetts en 1875 et morte à Dighton (Massachusetts), est un auteur américain de roman policier.

## Biographie
Sa brève carrière littéraire  se résume à la publication de trois romans policiers, tous publiés en 1937, qui ont pour héroïne Carey Brent. Membre des services secrets américains sous l’autorité du capitaine Ramsey, la jeune Carey mène surtout des enquêtes policières avec l’aide de son amant et partenaire, le séduisant George McFarland. Dans La Maison du papillon (1937), Brent et McFarland doivent faire toute la lumière sur un meurtre commis à la propriété rurale de Shadow Hill. Pour y parvenir, Carey collecte les indices en employant des méthodes fort modernes pour l’époque, notamment la prise de photographies de documents et de traces de pas afin d'établir des preuves incriminantes de façon scientifique. Dans The Long Island Murders (1937), un whodunit classique, un coureur de jupons est assassiné pendant un party où chaque invité avait un bon motif de s’en débarrasser.

## Œuvre

### Romans

#### Série policièreCarey Brent
- Dead Strikes Home (1937) Publié en français sous le titre La Maison du papillon, Paris, Librairie des Champs-Élysées, Le Masque no 294, 1940
- The Long Island Murders (1937)
- Come Dwell with Death (1937)

## Sources
- Jacques Baudou et Jean-Jacques Schleret, Le Vrai Visage du Masque, vol. 1, Paris, Futuropolis, 1984, 476 p. (OCLC 311506692), p. 221.